# Edoné

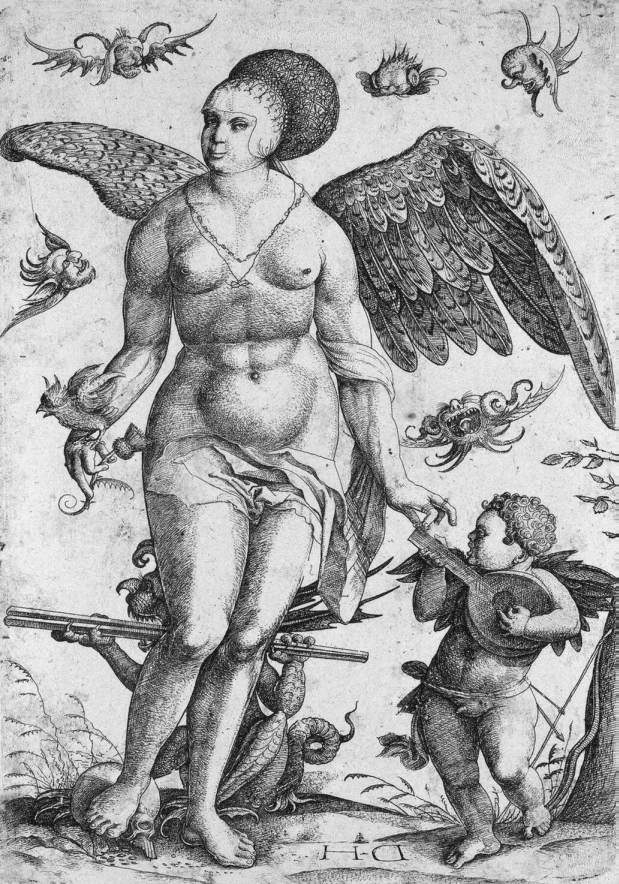
Voluptas, Daniel Hopfer, primo decennio del XVI sec.

Nella mitologia greca Edoné (Hedoné, Ἡδονή), è una divinità di straordinaria bellezza, figlia di Eros e Psiche, è l'incarnazione del piacere. Può essere annoverata fra le divinità dette Astrazioni. 
Nella mitologia romana è chiamata Volupta.

## Il mito di Psiche e la nascita di Edoné
Afrodite era gelosa della bellezza di una donna mortale di nome Psiche (Psyché, Ψυχή). Chiese quindi a Eros di usare le sue frecce dorate per farla innamorare dell'uomo più brutto della terra. Eros accettò ma si innamorò egli stesso di Psiche (o pungendosi inavvertitamente con una delle sue frecce). Nel frattempo, i genitori di Psiche erano ansiosi perché temevano che la figlia rimanesse senza marito. Consultarono un oracolo che disse loro che Psiche non era destinata ad un amante mortale, ma ad un mostro che viveva in cima ad una certa montagna. Psiche era rassegnata al suo destino e scalò la cima della montagna. Lì, Zefiro, il vento dell'ovest, la sospinse gentilmente verso il basso. Psiche entrò in una caverna di detta montagna, sorpresa di trovarla piena di gioielli e abiti lussuosi. Eros la visitò ogni notte nella caverna ed ebbero dei rapporti sessuali. Eros le chiese solo di non accendere mai alcuna lampada, poiché non voleva che lei sapesse chi egli fosse (avere le ali lo rendeva individuabile). Le due sorelle, gelose di Psiche, la convinsero a trasgredire e così una notte ella accese una lampada, riconoscendo Eros all'istante. Una goccia di olio bollente cadde sul petto di Eros svegliandolo e facendolo fuggire.
Quando Psiche disse alle sue sorelle maggiori che cosa era successo, esse gioirono in segreto e ognuna si recò separatamente in cima alla montagna per ripetere il modo in cui Psiche era entrata nella caverna, sperando che Eros avrebbe scelto loro. Zefiro invece non le raccolse ed entrambe morirono precipitando fino ai piedi della montagna.
Psiche andò in cerca del suo amante vagando per la Grecia, quando infine giunse a un tempio di Demetra, il cui pavimento era coperto da mucchi di granaglie mischiate. Psiche iniziò a suddividere i semi per tipo e quando ebbe finito, Demetra le parlò, dicendole che il modo migliore per trovare Eros era quello di trovare la madre di costui, Afrodite, e guadagnarsi la sua benedizione. Psiche trovò un tempio di Afrodite e vi entrò. Afrodite le assegnò un compito simile a quello del tempio di Demetra, ma le diede anche una scadenza impossibile per terminarlo. Eros intervenne, dato che la amava ancora, e fece sì che delle formiche sistemassero i semi per lei. Afrodite si infuriò per il successo e quindi inviò Psiche in un prato dove pascolavano delle pecore dorate per procurarsi della lana dorata. Psiche andò al pascolo e vide le pecore, ma venne fermata dal dio del fiume che avrebbe dovuto attraversare per entrare nel pascolo. Egli le disse che le pecore erano cattive e pericolose e l'avrebbero uccisa, ma se avesse aspettato fino a mezzogiorno, le pecore sarebbero andate a cercare l'ombra dall'altra parte del campo per mettersi a dormire; Psiche avrebbe quindi potuto raccogliere la lana rimasta impigliata tra i rami e sulle cortecce degli alberi. Psiche fece così e Afrodite si infuriò ancor più per lo scampato pericolo ed il successo. Alla fine Afrodite sostenne che lo stress del doversi prendere cura del figlio, depresso e malato per via dell'infedeltà di Psiche, le aveva fatto perdere parte della sua bellezza. Psiche doveva recarsi nell'Ade a chiedere a Persefone, la regina degli Inferi, un po' della sua bellezza da mettere in una scatola nera che le era stata consegnata da Afrodite. Psiche andò fino ad una torre, avendo deciso che il modo più rapido per raggiungere gli inferi era quello di morire. Una voce la fermò all'ultimo minuto e le rivelò un percorso che le avrebbe permesso di entrare e fare ritorno ancora viva, oltre a dirle come passare oltre Cerbero, Caronte e altri pericoli sul percorso. Psiche placò Cerbero, il cane a tre teste, con un dolce al miele e pagò a Caronte un obolo perché la portasse nell'Ade. Lungo il percorso vide delle mani che spuntavano dall'acqua. Una voce le disse di lanciare loro un dolce al miele. Una volta arrivata, Persefone le disse che sarebbe stata lieta di fare un favore ad Afrodite. Al ritorno Psiche pagò nuovamente Caronte, gettò il miele alle mani e ne diede ancora a Cerbero.
Psiche lasciò gli Inferi e decise di aprire la scatola e prendere per sé una piccola parte della bellezza, credendo che così facendo Eros l'avrebbe sicuramente amata; nella scatola c'era però un "sonno infernale" che la sopraffece. Eros, che l'aveva perdonata, volò da Psiche e le tolse il sonno dagli occhi, quindi implorò Zeus e Afrodite affinché dessero il loro consenso a sposarla. Essi accettarono e Zeus la rese immortale. Afrodite danzò alle nozze di Eros e Psiche e i due ebbero una figlia chiamata Edoné, o (nella mitologia romana) Volupta.